# Georg Heimann

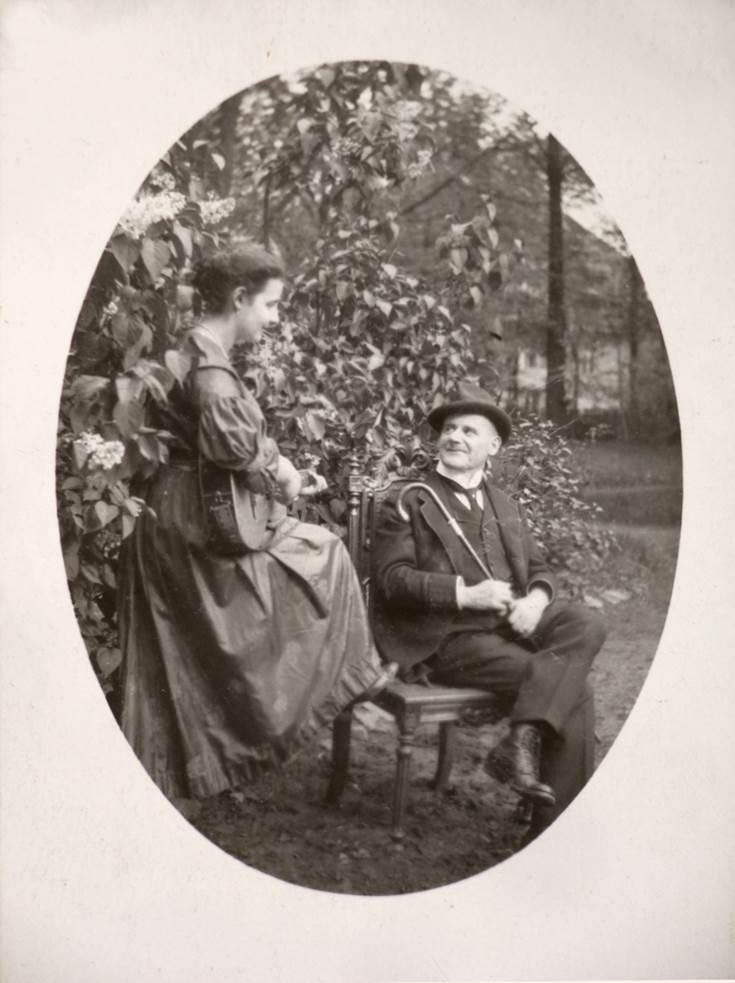
Georg Heimann mit seiner Tochter Paula von Reznicek etwa 1920

Georg Friedrich Julius Max Heimann (* 29. Mai 1864 in Breslau; † 19. Dezember 1926 ebenda) war ein deutscher Privatbankier.

## Herkunft
Georg Heimann stammte aus einer jüdischen Familie in Schlesien. Sein Urgroßvater war Wolf Heimann, der 1780 aus Brieg nach Breslau gekommen war und ein bedeutendes Getreide- und Samengeschäft in Breslau betrieb. Dessen Sohn Ernst Heimann (1798–1867), Georg Heimanns Großvater, gründete am 3. Mai 1819 ein kleines Geld- und Wechselgeschäft in der ersten Etage im Haus Zum Goldenen Stern in Breslau Am Ring Nr. 34, schräg gegenüber der gotischen Ostfassade des Breslauer Rathauses. Das war der Beginn des Bankhauses E. Heimann, das sich später zunehmend im Waren- und Speditionsgeschäft mit Erfolg betätigte. Ernst Heimann initiierte die Gründung des Breslauer Börsen-Aktienvereins und den Bau der Börse in Breslau. Ernst Heimann erwarb das Haus Am Ring 33 (heute Rynek 33) an der Ecke vom Hühnermarkt und richtete dort seine Bank ein, Abbildungen siehe . Seine Frau Johanna geb. Friedländer (1798–1888) gründete das Jüdische Waisenhaus in der Breslau-Gräbschen (ul. Grabiszyńska) und ein noch bestehendes Pflegeheim in der Danziger Straße (ul. Gdańska). Beide Häuser wurden von dem Architekten Albert Grau (1837–1900) entworfen. Georg Heimanns Vater Heinrich Heimann (1823–1902) – Inhaber des Bankhauses E. Heimann, Geheimer Handelsrat und Vizepräsident der Breslauer Industrie- und Handelskammer – war Mitbegründer der Breslauer Straßenbahngesellschaft und schuf die investive Grundlage für die Schlesische Eisenbahn. Wie von seinem Vater testamentarisch verfügt, gründete er die Heimann-Stiftung zur Unterstützung bedürftiger Breslauer Bürger.
Heinrich Heimann kaufte in der Straße Hühnermarkt die Häuser Nr. 6/7/8, die Nachbarhäuser des Hauses, Abbildungen siehe . Am Ring 33 (heute Rynek 33). 1896 baute er dort ein Haus im Stil der historistischen Renaissance mit charakteristischen Türmchen nach Plänen des Architekten Albert Grau. Die Ausstattung der Häuser Am Ring 33 (heute Rynek 33) und Hühnermarkt 6 erfolgte nach Plänen des Kunsthistorikers Lukas Krzywki in Anlehnung an Paläste von Fabrikanten in Lodz.

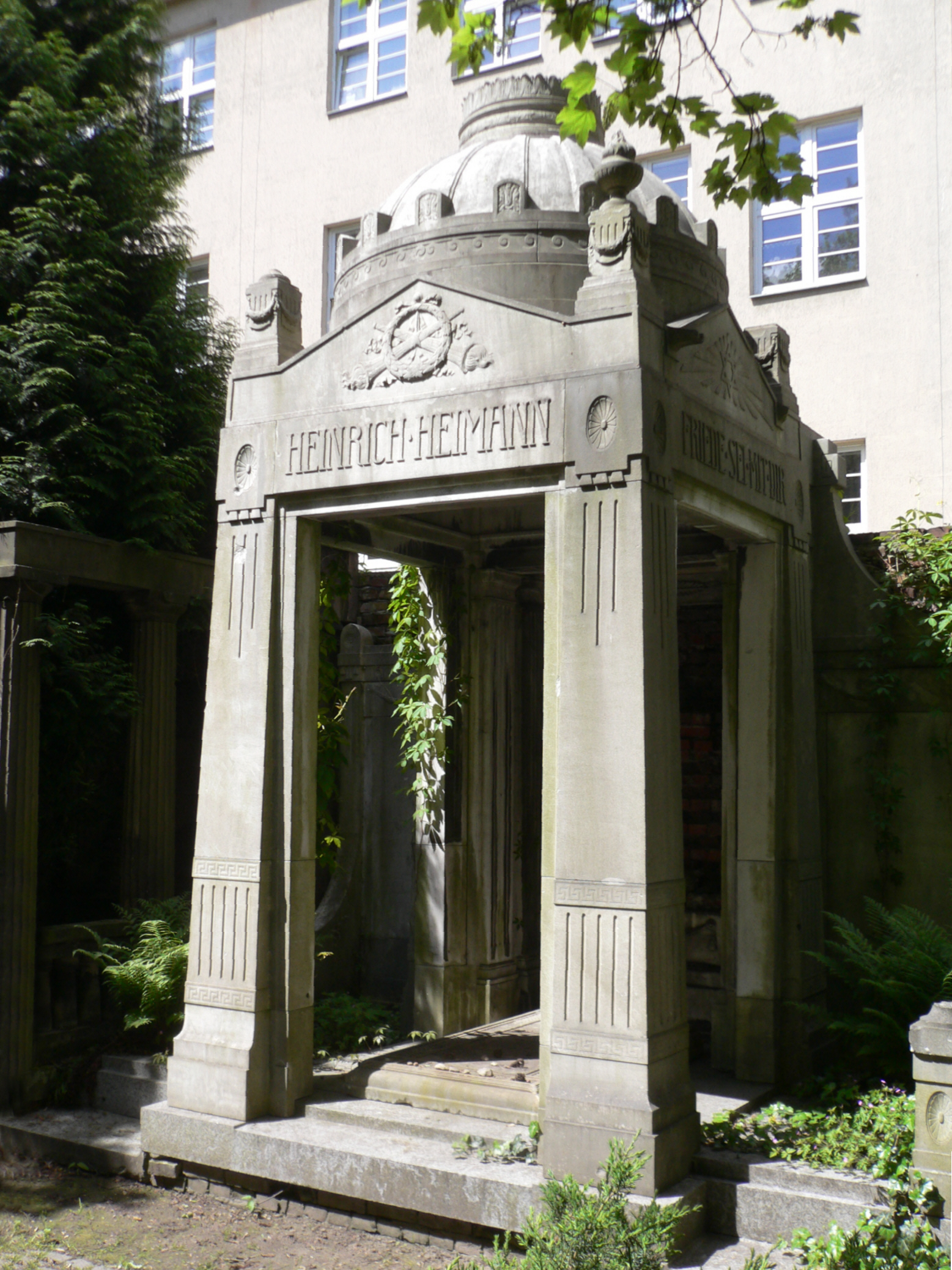
Grab der Eltern von Georg Heimann auf dem jüdischen Friedhof in Breslau, 2015

Heinrich Heimann ist auf dem Jüdischen Friedhof von Breslau mit seiner Frau Paula geb. Feist, Tochter eines rheinischen Bankiers, beerdigt.
Georg Heimann war Neffe von Hans von Hellmann und Onkel von Georg Heimann-Trosien (1900–1987), dem Sohn seines Bruders Dr. Friedrich Heimann (* 1861, gefallen 19. Juli 1915) und dessen Frau Anna geb. Trosien.

## Schule und Studium
Georg Heimann besuchte das Breslauer Maria-Magdalenen-Gymnasium wie sein Vater und sein Großvater. Als Oberprimaner war er Hospite der Ritterakademie (Brandenburg an der Havel). Otto Heine, der das Maria-Magdalenen-Gymnasium geleitet hatte, wurde am 15. Oktober 1883 Direktor der Ritterakademie. Heimann folgte ihm Anfang 1884 und lebte dort als „Pensionär des Direktors“. Das Abitur machte er im Herbst 1884. Heimann war vor 1884 zum evangelischen Christentum übergetreten.
Er studierte Rechtswissenschaft an der Schlesischen Friedrich-Wilhelms-Universität und wurde 1885 im Corps Borussia zu Breslau aktiv. Je zweimal bewährte er sich als Consenior und Fuchsmajor. Später wechselte er an die Friedrich-Wilhelms-Universität zu Berlin. Nach dem Referendarexamen 1888 dort wurde er zum Dr. iur. promoviert.

## Familie
Georg Heimann war verheiratet mit Valesca (Vally) Molinari, einer Tochter des nationalliberalen Leo Molinari. Die vermögende, katholische Breslauer Kaufmannsfamilie Molinari diente Gustav Freytag als Vorbild in seinem Roman Soll und Haben. Gustav Freytag war wie Georg Heimann Mitglied beim Corps Borussia Breslau. Georg Heimann ließ sich katholisch taufen. Georg und Valesca Heimann hatten vier Kinder, unter anderem Paula Stuck von Resnicek (1895–1976, geschiedene Stuck, geschiedene Freifrau von Reznicek), und Ernst-Heinrich Heimann (1896–1957), der im Krieg schwer verletzt wurde und ab 1926 nach dem Tod des Vaters das Bankhaus E. Heimann in 4. Generation führte, zunächst mit seiner Mutter Valeska geborene Molinari. Der deutsch-jüdische Bankier Carl Fürstenberg stand ihm mit Rat zur Seite. Ernst-Heinrich Heimann war in erster Ehe mit Marguerite geb. von Gans (1902–1979), der ältesten Tochter des Industriellen Ludwig Wilhelm von Gans, verheiratet (Hochzeit 1922 in Oberursel, Taunus) und in zweiter Ehe mit einer Buchhändlerin. Ernst-Heinrich Heimann gehört zu den neun Mitgliedern der Borussia Breslau, die nach Nazi-Jargon „Judenstämmlinge“ waren und deshalb zur Umsetzung des nationalsozialistischen Arierparagraphen ihre Borussia Breslau verließen, in Abstimmung, um den Weiterbestand des Corps zu sichern, 1934–1945.
Das Vermögen von Georg Heimann und seiner Frau Valesca geb. Molinari wurde vor dem Ersten Weltkrieg auf 25 Millionen Mark geschätzt, ihr Jahreseinkommen auf 1 Million Mark, das bei weitem höchste Einkommen in Breslau.

## Werk
Georg Heimann trat am 10. September 1891 in das väterliche Bankhaus ein. Er wurde am 10. Juli 1892 Prokurist und am 15. März 1895, genau 40 Jahre nach dem Eintritt seines Vaters in die Firma, Mitinhaber des Bankhauses. Unter der Leitung von Georg Heimann wurde das Bankhaus nach den alten Prinzipien strengster Solidität weiter fortgeführt und nahm einen beeindruckenden Aufschwung. Insbesondere das erste Jahrzehnt des 20. Jahrhunderts zeigte eine namhafte Vergrößerung.
Heimann wurde Handelsrichter, 1906 Königlich Preußischer Kommerzienrat und danach Königlich Ungarischer Konsul in Breslau.

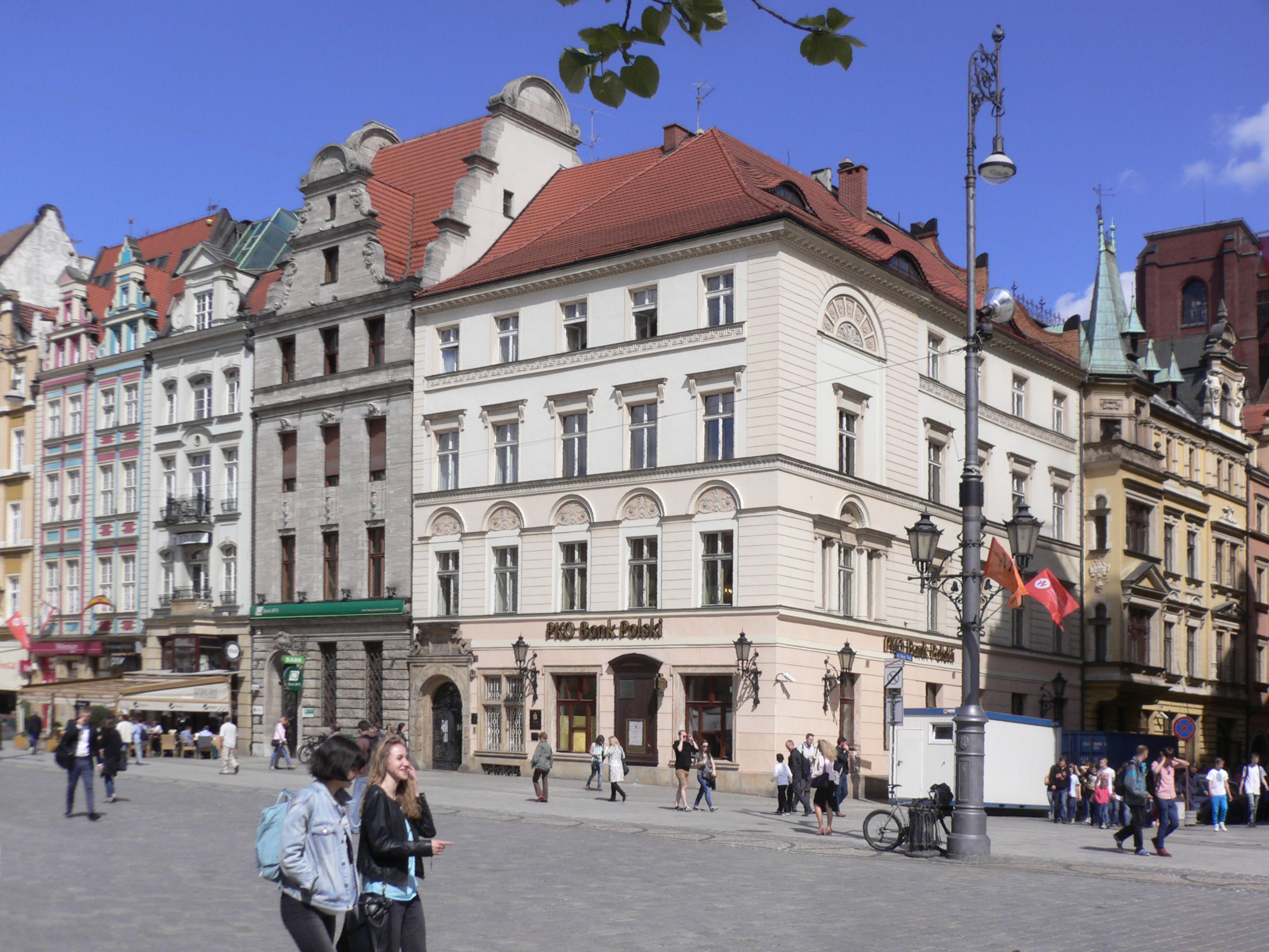
PKO Bank Polski und die Bank BPS, ehedem Bankhaus Heimann, Breslau, Am Ring 33 (Rynek 33) (Ecke) und 34 (links) sowie Hühnermarkt 6 (rechts), 2015

1905 erwarb Heimann das Nachbargrundstück Am Ring 34 (heute Rynek 34), das Haus „Zum Goldenen Stern“, wo sein Großvater mit einem kleinen Geld- und Wechselgeschäft begonnen hatte, Abbildungen siehe . Heimann baute 1914 das Haus Am Ring 33 (Rynek 33) innen im Jugendstil mit einem eindrucksvollen Treppenhaus mit Goldverzierungen um. Das mit Medaillons geschmückte Renaissanceportal blieb erhalten. Auf dem Grundstück Am Ring 34 (Rynek 34) errichtete Heimann einen stattlichen Neubau nach den Plänen des Architekturbüros Bielenberg & Moser, Berlin, wo er im Keller weitere Tresorräume einrichten konnte. Die Fassade Am Ring 34 (Rynek 34) ist im Stil der historistischen Renaissance gebaut, die Halle im Erdgeschoss im Jugendstil mit Glasdach. Es gelang, die drei Gebäude Am Ring 33 und 34 (Rynek 33/34) sowie Hühnermarkt 6 hinter ihren unterschiedlichen Fassaden zu einem mächtigen Geschäftskomplex zu vereinigen. Der Komplex beherbergte das Bankhaus E. Heimann bis 1945; heute befinden sich dort die PKO Bank Polski und die Bank BPS. Georg Heimann errichtete in Breslau weitere Wechselstuben in Neue Schweitnitzerstraße 4, Adalbertstraße 2 (Ecke Uferstraße), Moltkestraße 1 (Ecke Matthiasstraße) sowie Hohenzollernstraße 28 (Ecke Grabitzstraße).
Ursprünglich mit dem Waren- und Speditionsgeschäft verknüpft, hat sich das Schwergewicht des Bankhauses E. Hermann unter Georg Heimann zum Effektenkommissionsgeschäft entwickelt. Daraus ergaben sich immer enger werdende Beziehungen zur schlesischen Großindustrie, deren Entwicklung durch das Bankhaus außerordentlich angeregt und gefördert worden ist. Das Unternehmen gehörte unter anderem dem Finanzkonsortium der AEG an und übernahm das Breslauer Bankhaus Dobersch & Bielschowsky. Das Bankhaus E. Heimann trat in die Reihe der Privatbankiers im Deutschen Reich ein, die die Kraft hatten, den zunehmend mächtigen Aktiengroßbanken entgegenzutreten. Das Bankhaus E. Heimann legte im Ersten Weltkrieg in großem Umfange Kriegsanleihen auf. Es war die größte Privatbank Schlesiens mit seiner besonders reichen und blühenden Wirtschafts- und Kulturlandschaft. 1933 rangierte das Bankhaus auf Platz 18 unter den etwa 1000 Privatbanken im Deutschen Reich. 1938 stand es auf Platz 14. Das Bankhaus E. Heimann wurde durch die Nationalsozialisten nicht arisiert und bestand bis 1945.
Über 20 Jahre verwaltete Georg Heimann die Finanzen seines Corps Borussia.
Georg Heimann hatte eine Dienstwohnung im Bankhaus Am Ring 33 und 34 (Rynek 33/34) mit Blick auf die gotische Ostfassade des Rathauses. Eine weitere Residenz hatte die Familie Heimann in der Straße Am Oberschlesischen Bahnhof, heute ul. Marszałka Józefa Piłsudskiego. Seine große Villa mit Park in Scheitnig in Breslau (Auenstr. 32, heute ul. Miculicza-Radeckiego 8), nicht weit von der 1913 erbauten Jahrhunderthalle, war ein wöchentlicher Sammelpunkt der Breslauer Preußen, vor allem auch im Ersten Weltkrieg für die Preußen auf Heimaturlaub. In der Villa hatte um 1900 Johann von Mikulicz gewohnt. Heimann besaß ein Barockschloss und Rittergut in Kunern im Kreis Münsterberg, heute Powiat Strzeliński, in Niederschlesien.

## Ehrungen
- Handelsrichter
- Kommerzienrat 1906
- Konsul für das Königreich Ungarn in Breslau